# Janet Yellen
Janet Louise Yellen (New York, 13 agosto 1946) è un'economista e politica statunitense, Segretario al Tesoro degli Stati Uniti d'America nell'amministrazione Biden dal 26 gennaio 2021 al 20 gennaio 2025 nonché ex presidente della Federal Reserve dal 2014 al 2018.
Yellen ha insegnato economia alla Haas School of Business dell'Università di Berkeley, dove è professoressa emerita.

## Biografia
Nata in una famiglia ebraica di Brooklyn, Janet Yellen studiò economia all'Università Brown ed a Yale. Dopo la laurea, Yellen ha lavorato per diversi anni come docente universitaria di macroeconomia presso la Haas School of Business dell'Università della California - Berkeley; negli anni novanta venne scelta dal Presidente Clinton come presidente del Consiglio dei Consulenti Economici. Dal 1994 al 1997 fu membro del consiglio dei governatori del Federal Reserve System e successivamente fu vicepresidente dell'American Economic Association. Negli anni seguenti fu membro votante della Federal Open Market Committee e per sei anni presidente della Federal Reserve Bank di San Francisco.
Nel 2010 Barack Obama la nominò vicepresidente della Federal Reserve, carica che mantenne per quattro anni, fin quando cioè divenne presidente succedendo a Ben Bernanke. Yellen fu così la prima donna a rivestire questo ruolo e la prima democratica dai tempi di Paul Volcker. Grazie a questo ruolo, nel 2014 Yellen ha ottenuto il secondo posto nella lista delle 100 donne più potenti del mondo secondo ''Forbes''. Dopo le elezioni presidenziali statunitensi del 2020, il presidente-eletto Joe Biden annuncia la scelta di Yellen come segretaria del tesoro. Il 25 gennaio 2021 il Senato conferma la sua nomina con 84 voti a favore e 15 contrari, entrando in carica il giorno dopo.

## Vita privata
Janet Yellen è coniugata con il collega economista George Akerlof, anche lui professore emerito all'Università della California - Berkeley e vincitore del premio Nobel per l'economia.